# Silvio Oddi
Silvio Oddi (ur. 14 listopada 1910 w Morfasso, zm. 29 czerwca 2001 w Cortemaggiore) – włoski duchowny katolicki, dyplomata watykański, kardynał.

## Życiorys
Odbył studia w seminarium w Piacenzy, w Papieskim Athenaeum Angelicum w Rzymie oraz na Papieskiej Akademii Duchownej w Rzymie. Przyjął święcenia kapłańskie 21 maja 1933 w Piacenzy. Od 1936 pracownik dyplomacji watykańskiej. Początkowo był sekretarzem w nuncjaturze w Iranie (1936-1939), następnie pracownikiem delegatury apostolskiej w Libanie i Syrii (1939-1945) oraz w Egipcie (1945-1948). W latach 1948–195 członek personelu nuncjatury w Paryżu.
1951-1953 regent nuncjatury w Jugosławii; 30 lipca 1953 został mianowany arcybiskupem tytularnym Messembria. Przyjął sakrę biskupią 27 września 1953 w Rzymie z rąk Angela Giuseppe Roncallego, patriarchy Wenecji. Został jednocześnie delegatem apostolskim w Jerozolimie, Palestynie, Transjordanii i na Cyprze. Od stycznia 1957 internuncjusz w Egipcie; od maja 1962 nuncjusz w Belgii, jednocześnie internuncjusz w Luksemburgu. Brał udział w obradach Soboru Watykańskiego II.
28 kwietnia 1969 został mianowany przez papieża Pawła VI kardynałem, z tytułem diakona Sant’Agata de’ Goti. W czerwcu 1969 stanął na czele Komisji Kardynalskiej ds. Świątyń Pontyfikalnych w Pompei i Loreto, został jednocześnie legatem papieskim przy bazylice patriarchalnej w Asyżu. Brał udział w konklawe 1978 (dwukrotnie). W czerwcu 1979 został podniesiony do rangi kardynała-prezbitera, z zachowaniem tytułu S. Agata in Urbe pro hac vice.
Od września 1979 do stycznia 1986 prefekt Kongregacji Duchowieństwa; brał udział w obradach sesji Światowego Synodu Biskupów w Watykanie (1980, 1983, 1985). W lutym 1989 był specjalnym wysłannikiem papieża na uroczystości pogrzebowe cesarza Japonii Hirohito.